# Унтерзее, Йоэль
Йоэль Унтерзее (нем. Joel Untersee; родился 11 февраля 1994, Йоханнесбург) — швейцарский футболист, левый защитник.

## Карьера
Родился в южно-африканском Йоханнесбурге, в детском возрасте переехал с родителями в Швейцарию. Имеет двойное гражданство — ЮАР и Швейцарии. Начал заниматься футболом в академии клуба «Цюрих», а в 16-летнем возрасте попал на карандаш к скаутам «Ювентуса». После двух сезонов в Примавере был отдан в аренду на полгода в «Вадуц», вместе с которым вышел в Суперлигу Швейцарии и выиграл Кубок Лихтенштейна в сезоне 2013/14. Тогда забил и первый гол за новый клуб в четвертьфинале Кубка против «Руггелля» (8:0).
3 июля 2014 года срок аренды в «Вадуце» был продлён ещё на два сезона.

## Достижения
- Обладатель Кубка Лихтенштейна (2): 2014, 2015